# 胯部
人類的胯部是指骨盆底部，人類腿部和軀幹接合之處，一般也包括鼠蹊部及生殖器。

## 藝術作品中的描繪
在舊石器時代的藝術作品中就已經開始描繪女性的胯部，一般不包括胯部的毛髮。
古典的女性裸體大理石像中也不繪製陰毛，而男性的裸體像會有卷曲的陰毛。
在許多歐洲藝術的歷史中（一直到十七世紀末），女性的胯部都是用以上的方式描繪「藝術中常將女性陰部只視為是腹部下方的一點，而不是兩腿的交會之處。」

## 服裝
在服裝上，胯部是指褲、短裤、緊身褲中，褲管開始分開的部份。胯部下方的衣物也就是兩條褲管的接缝。。胯部較寬鬆的服裝一般也是比較休閒、隨和的服裝款式
胯部合身的服裝會造成一些視覺效果，有時會有一些不正式的方式稱呼，例如針對男性的「男性隆起」（man-bulge）或「駝鹿關節」（moose-knuckle），若是女性的大陰唇形狀透過衣物明顯可見，會稱為骆驼趾（camel toe）。男性胯部衣物若長期壓迫生殖器，會增加其腫漲的風險。